# Oonopinus pruvotae
Oonopinus pruvotae är en spindelart som beskrevs av Lucien Berland 1929. Oonopinus pruvotae ingår i släktet Oonopinus och familjen dansspindlar.
Artens utbredningsområde är Nya Kaledonien. Inga underarter finns listade i Catalogue of Life.